# Alberta (género)
Alberta es un género de plantas con flores perteneciente a la familia Rubiaceae. Es originario de Sudáfrica y Madagascar.
Alberta es un pequeño género de unas pocas especies que se centraba principalmente en Madagascar, con una especie que está presente en las zonas cálidas y húmedas del sur de África. La mayoría de las especies han sido trasladadas al género Razafimandimbisonia, excepto la especie tipo Alberta magna. Esta es nativa de KwaZulu-Natal, Sudáfrica

## Sinonimia
- Ernestimeyera[1]